# Ледењарка
Ледењарка (лат. Clangula hyemalis) средње је величине патка ронка. Једини је представник рода Clangula. Име рода се раније користио за патке дупљашице, док је ледењарка била у оквиру рода Harelda. Описана је конспецијска врста ледењарке из средине миоцена, пре око 13-12 милиона година, пронађена у Mátraszőlősа у Мађарској. Научно име потиче од лат. clangere, што значи "одјекивати" и лат. hyemalis, што значи "зимски, од зиме".

## Опис
Одрасла птица има бело доње перје, с тим да је процес замене перја и обојеност која се јавља у том процесу, јако комплексна. Мужјак има дугачак зашиљен реп (10-15 центиметара дугачак) и тамносив кљун, преко кога иде ружичаста пруга. У току зиме, мужјак има тамну флеку на образу, која је лако уочљива на белој глави и тамне груди које су у јаком контрасту са белим телом птице. Лети, мужјак има тамну главу, врат и леђа, са белом флеком на образу. Женка има браон леђа и доста краћи зашиљен реп. Зими, женка има белу главу и врат, са тамном пругом ("круном") на темену главе. Преко лета је и код женке глава тамна. Млада птица јако подсећа на женку у јесењем перју, с тим да је флека на образу мање уочљива.
| Стандардне димензије         | Стандардне димензије |
| ---------------------------- | -------------------- |
| дужина птице                 | 440-600 милиметара   |
| тежина                       | 740 грама            |
| распон крила                 | 710 милиметара       |
| дужина крила                 | 209-228 милиметара   |
| дужина репа                  | 165-237 милиметара   |
| дужина кљуна од базе до врха | 26-30 милиметара     |
| дужина писка                 | 34-38 милиметара     |

Мужјак је јако вокалан и оглашава се јодловањем оу, оу, оуал-оу.

## Екологија
Гнезећа станишта су баре и мочваре тундре, али такође приобаље мора и велика планинска језера северног Атлантика, Аљаске, северне Канаде, северне Европе и Русије. Гнезди се на земљи у непосредној близини воде, а гнездо облаже травом и паперјем. Ово је миграторна врста и зимује дуж источне и западне обале Северне Америке, Великих језера, обала северне Европе и Азије, а умеју да залутају и до Црног мора. У Србији се нередовно среће у току зиме на Дунаву. Најбитније зимовалиште ове врсте је Балтичко море, где се скупља и до 4,5 милиона јединки.
Ледењарка је грегарна врста и формира велика јата током зиме. Хране се израњањем мекушаца, рачића и малих риба. Иако се хране близу површине воде, могу ронити до 60 метара дубине.

## Заштита
Ледењарка је обухваћена Споразумом о заштити афричко-азијских миграторних птица мочварица (AEWA).